# Ахилобатор
Ахилобатор („Ахилејев ратник/херој”) је род теропода дромеосаурида из периода касне креде, пре око 90.000.000 година ; настањивао је данашњу Монголију. Вероватно је био активан двоножни грабљивац који је ловио уз помоћ велике канџе облика српа на другом прсту задњих удова. Био је велик дромеосауриди: холотипни и једини познати примерак Ахилобатора је дуг 5 метара.
Назив рода долази од Ахилеја, познатог грчког ратника у Тројанском рату, а монголска реч Батор значи „ратник” или „херој”. Назив рода се односи на велику Ахилову тетиву (или петну тетиву) која је била потребна за покретање велике канџе на прсту, главног оружја дромеосаурида. Једина до сада позната врста је названа A. giganticus зато што је много већа од већине осталих дромеосаурида.

## Откриће и врсте
Фосилни остаци Ахилобатора први пут су откривени током руске експедиције у Монголији 1989. године, али нису били описани и именовани све до 1999. године, од стране монголског палеонтолога Алтангерела Перлеа и Американаца Марка Норела и Џима Кларка, али опис није био довршен и заправо је био објављен без знања задња два аутора.
Кости Ахилобатора су пронађене углавном разбацане, али добро очуване, укључујући и део горње вилице са зубима, као и краљешке из сваког дела кичме, ребра, кости рамена, карлицу, предње и задње удове. Ови остаци су пронађени у формацији Бајан Ширех у провинцији Дорногови, и из доба су касне креде. Старост није тачно одређена, али постоје две хипотезе; на основу поређења са осталим формацијама, фауна Бајан Сирех изгледа да потиче из периода између 93 и 80.000.000 година пре наше ере.
Међутим, мерења магнетостратиграфије формације изгледа да потврђују да цео Бајан Ширех потиче из периода између 98 и 83.000.000 година. Други диносаури пронађени у овој формацији су Алектросаурус, Сегносаурус, Таларурус и Бактросаурус.